# Hooge Platen

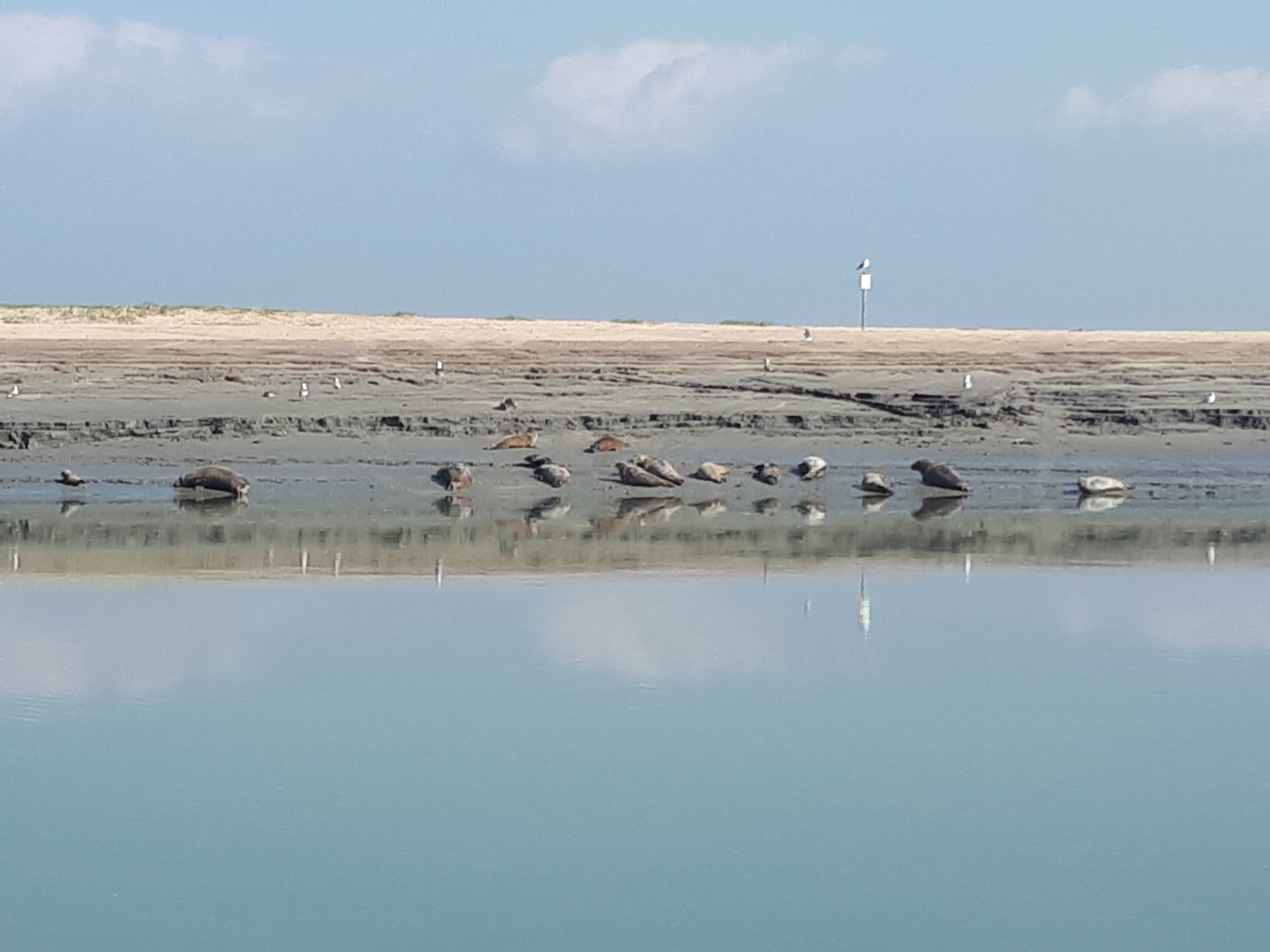
Zeehonden op de Hooge Platen

De Hooge Platen is een complex van slik- en zandplaten in het zuidelijk deel van de Westerschelde. De platen vormen een natuurgebied dat wordt beheerd door het Zeeuwse Landschap.
De platen liggen voor de kust tussen Breskens en Hoofdplaat maar zijn daarvan gescheiden door het diepe Vaarwater langs Hoofdplaat. Bij laag water is het gebied 1800 ha groot, maar bij vloed loopt het vrijwel geheel onder. Slechts een eilandje, De Bol genaamd, blijft gewoonlijk droog. Op dit eilandje broeden onder andere dwergsterns, visdiefjes en grote sterns, kokmeeuwen, zwartkopmeeuwen, strandplevieren en kluten. Ook steltlopers als kanoetstrandloper, scholekster en rosse grutto zijn er soms met duizenden tegelijk te vinden. De slikplaten leveren bij laagwater volop voedsel aan deze vogels. Daarnaast vormen de platen bij opkomend water een voedselbron voor jonge vis, vanwege het aanwezige plankton. Sinds 1993 worden jaarlijks ook weer zeehonden waargenomen. Tijdens laag water worden hier gewoonlijk rond de 50 zeehonden waargenomen. Het gros zijn gewone zeehonden maar er zitten vaak ook enkele grijze zeehonden tussen.
De Hooge Platen vormen een van de belangrijkste broedplaatsen voor dwergstern, visdief en grote stern met respectievelijk 80 paren, 1300 paren en 3100 paren (2001) in Nederland. In 2008 nestelden er 250 paren (dwergstern), 1200 paren (visdief) en 4400 paren (grote stern).
Op de dijk bij Nummer Eén is een observatiehut geplaatst, deze is in de winter van 2012 afgebrand. Het gebied is alleen per boot te bereiken. In het broedseizoen zijn de vogelkolonies en de omgeving ervan afgesloten. Medewerkers van Stichting Het Zeeuwse Landschap handhaven door middel van toezicht en voorlichting de rust in de broedperiode.

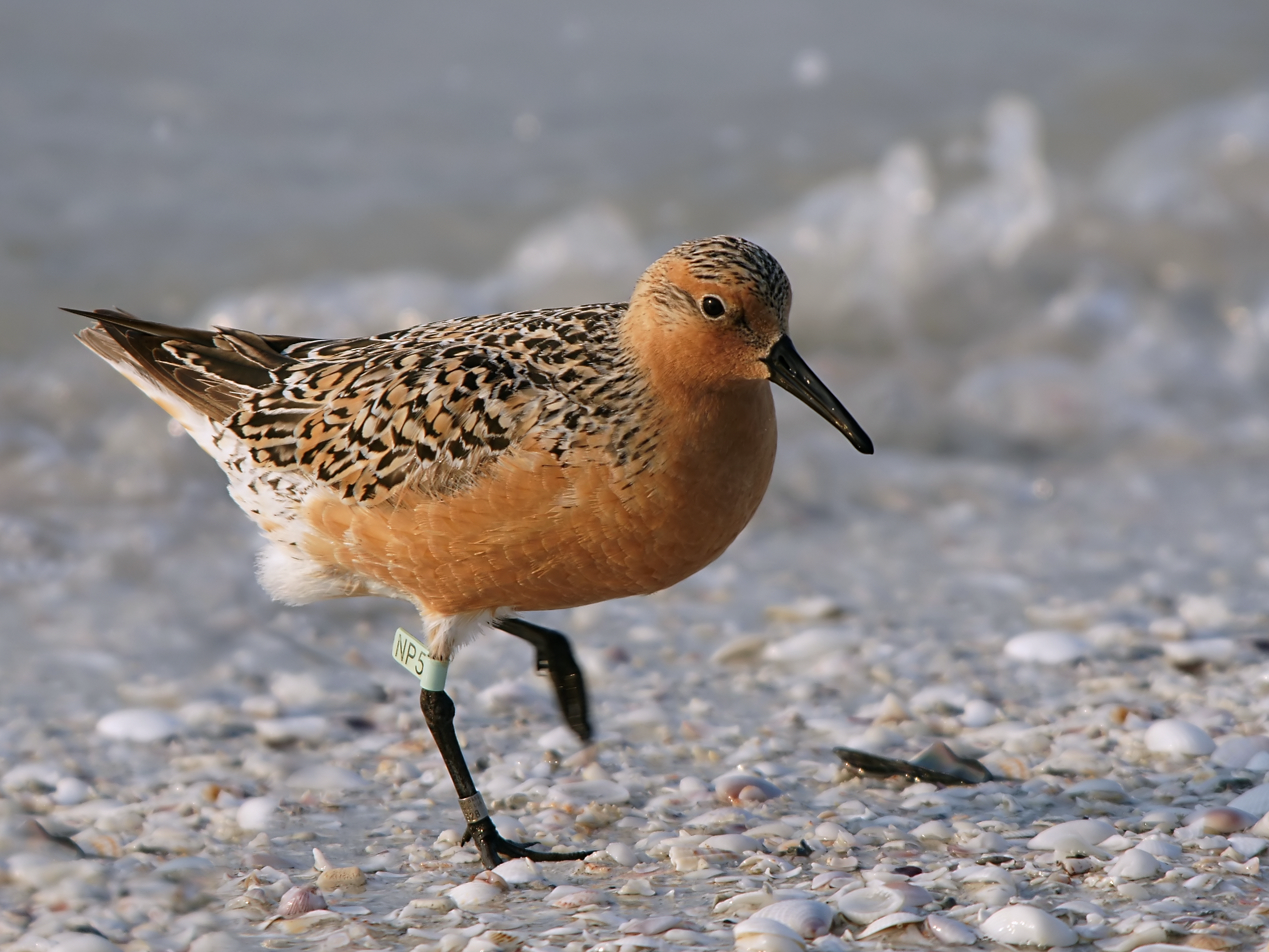
Kanoetstrandloper (zomerkleed)
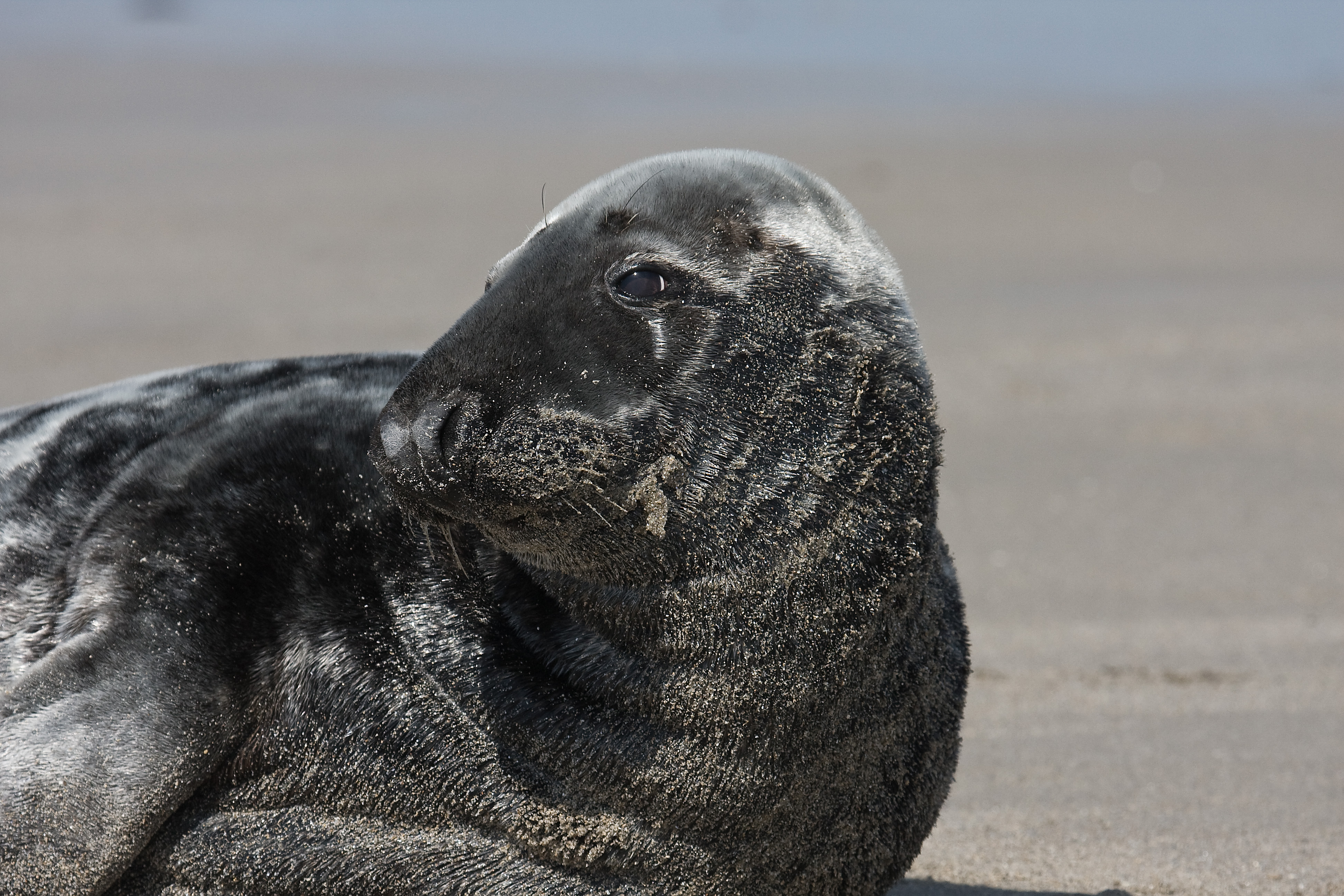
Grijze zeehond
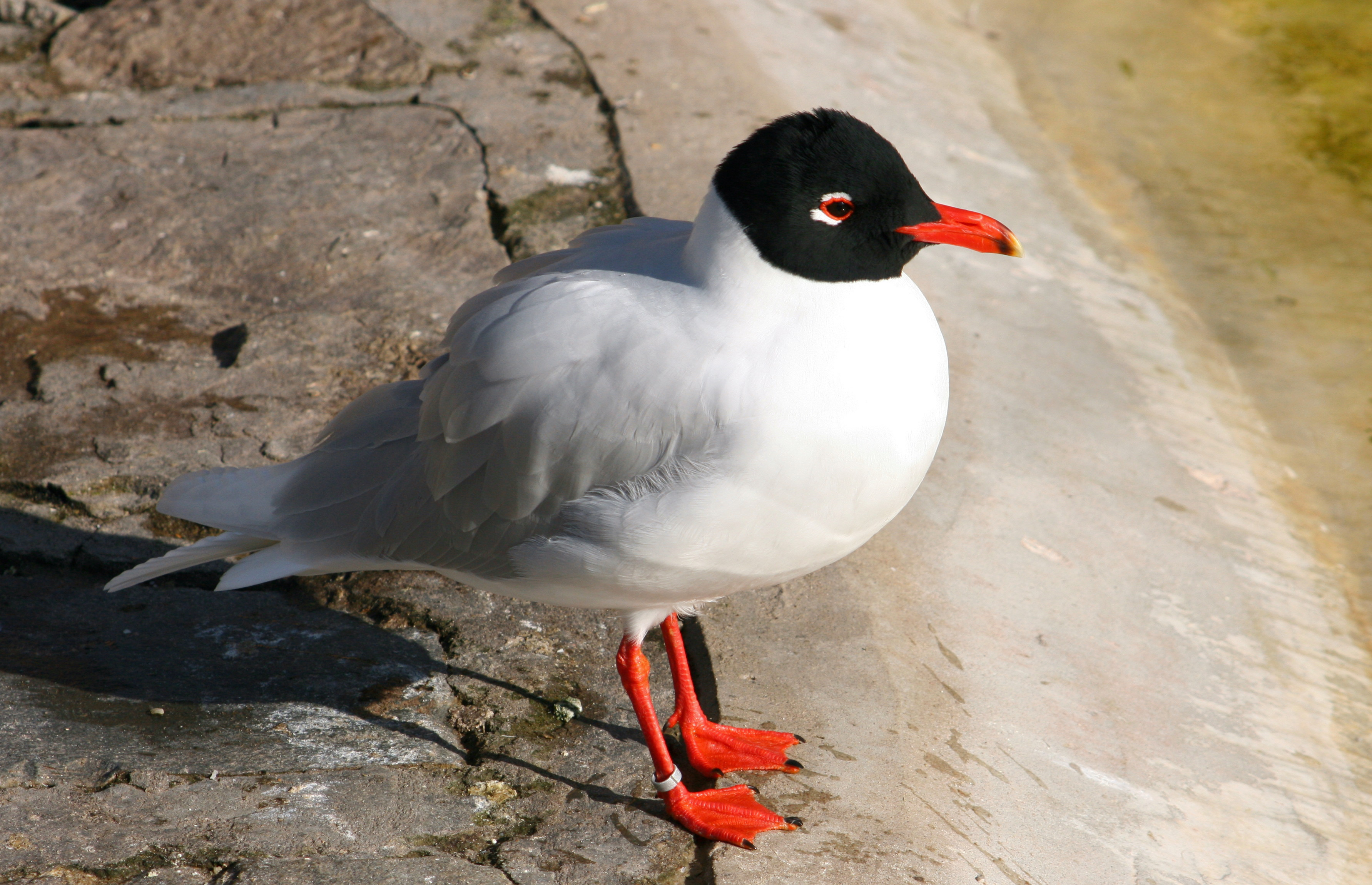
Zwartkopmeeuw